# 萨瓦尔库恩德拉
萨瓦尔库恩德拉（Savarkundla），是印度古吉拉特邦Amreli县的一个城镇。总人口73695（2001年）。

## 人口
该地2001年总人口73695人，其中男性37938人，女性35757人；0—6岁人口9418人，其中男4977人，女4441人；识字率64.92%，其中男性为71.55%，女性为57.87%。